# Mocsárciprus
A mocsárciprus (Taxodium) a fenyőalakúak (Pinales) rendjébe sorolt ciprusfélék (Cupressaceae) családjában a mocsárciprusformák (Taxodioideae) egyik nemzetsége mindössze két élő fajjal.

## Származása, elterjedése
Ilyen fák több millió éves maradványait találták meg 2007 nyarán Bükkábrányban. Európa harmadidőszaki barnakőszéntelepei az akkori mocsárcipruserdők hírmondói. Ma élő fajai Észak-Amerika déli részén honosak.

## Megjelenése, felépítése
Középnagy vagy nagy fa, tűlevelekkel. Gömb alakú, lecsüngő tobozai éretlenül zöldek, beérve megbarnulnak.

## Életmódja, termőhelye
Lombhullató.

## Fésűs mocsárciprus (T. distichumL.)
30-40 méteresre megnövő, fiatalon kúpos koronájú, idős korban terebélyes, vízszintes ágú fa. Törzse alul kiszélesedik. Kérge vörösesbarna. Tűlevelei körülbelül 2-3 centiméter hosszúak, pikkelyszerűek, puhák. Gyökereiből mocsaras, nedves talajon cseppkő alakú légzőgyökér ágak emelkednek ki a talajfelszín fölé. Világoszöld, lapos tűlevelei fésűszerűen sorakoznak az 5-10 centiméteres törpehajtásokon. Rövid nyelű, 2-4 centiméter átmérőjű tobozai gömbölydedek; fiatalon zöldek, éretten vörösbarnák, a kedvező években tömegesek.
Ősszel levelei ragyogó bronzsárgára színeződnek, majd a rövidhajtásokkal együtt hullanak le.
Eleinte lassan nő. Április-májusban virágzik.
Szép légzőgyökereket csak nedves talajon fejleszt – különösen vízpartokon, de a pangó vizet nem szereti.
Őshazája Észak-Amerika délkeleti része. Magyarországon díszfának sokfelé ültetik; 25–30 m magasra nőhet.

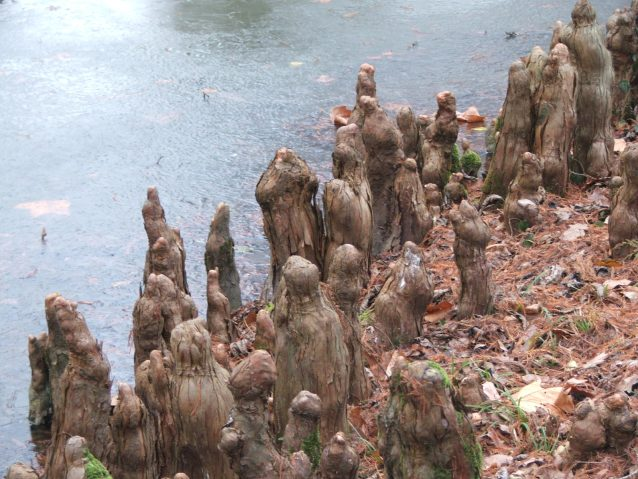
Mocsárciprus légzőgyökerei a [https://web.archive.org/web/20070315003747/http://www.botanika.hu/botkert/ vácrátóti botanikus kertben

### Pikkelyes mocsárciprus(T. distichumvar.imbricatum(Nutt.) Croom, syn.T. ascendensBrongn.)

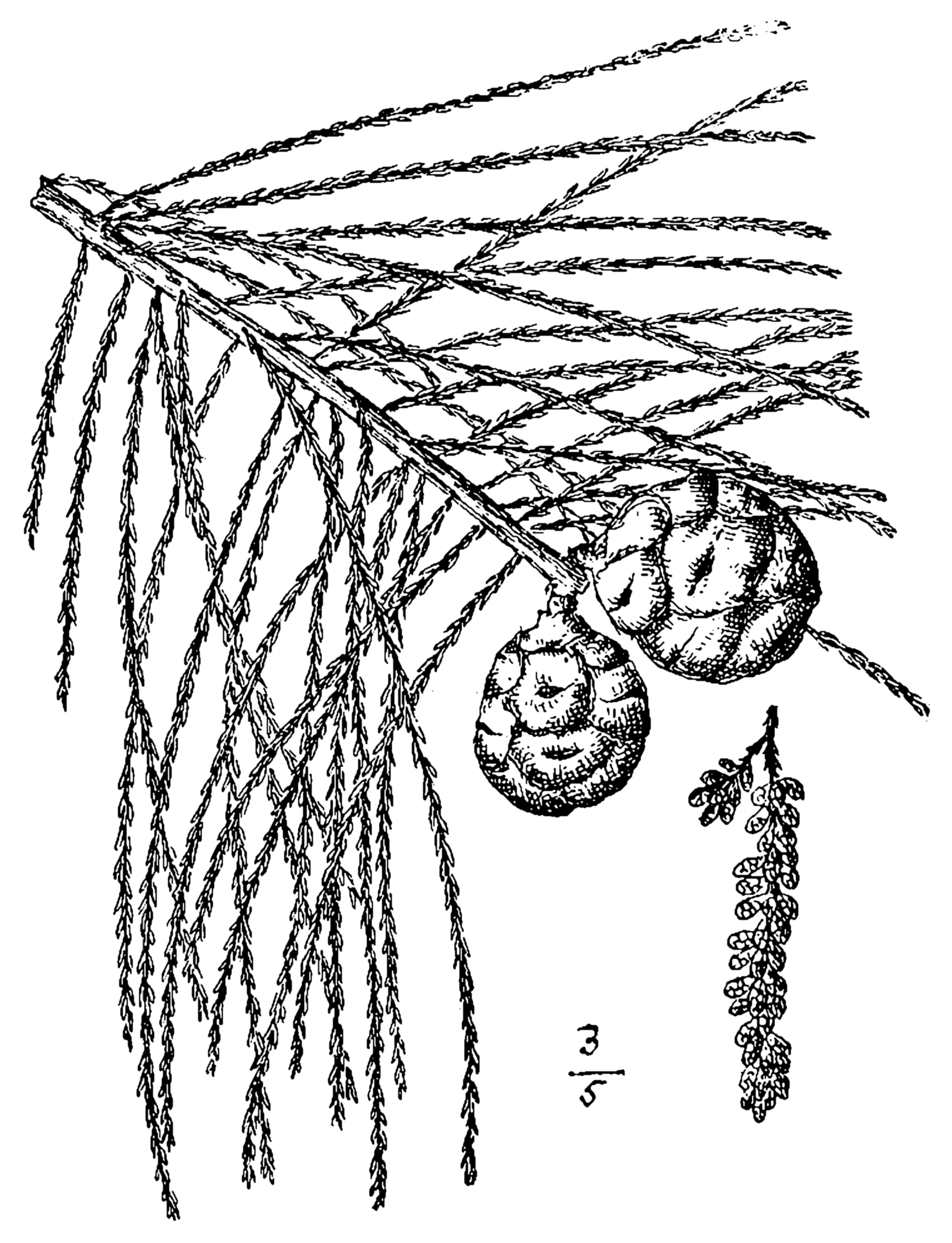
T. ascendens

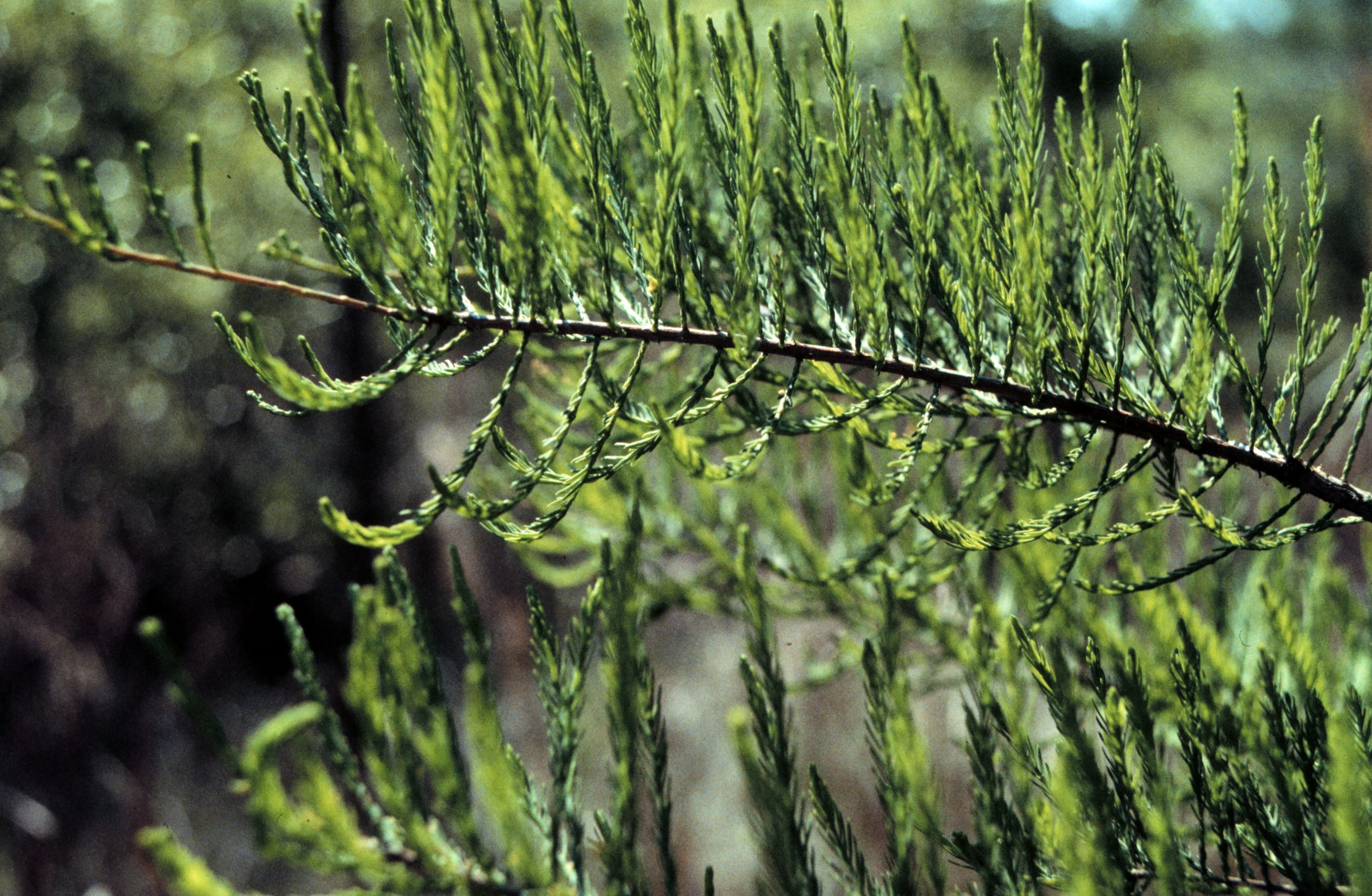
T. ascendens hajtása. Az el nem ágazó zöld hajtások ősszel lehullanak, az elágazók nem

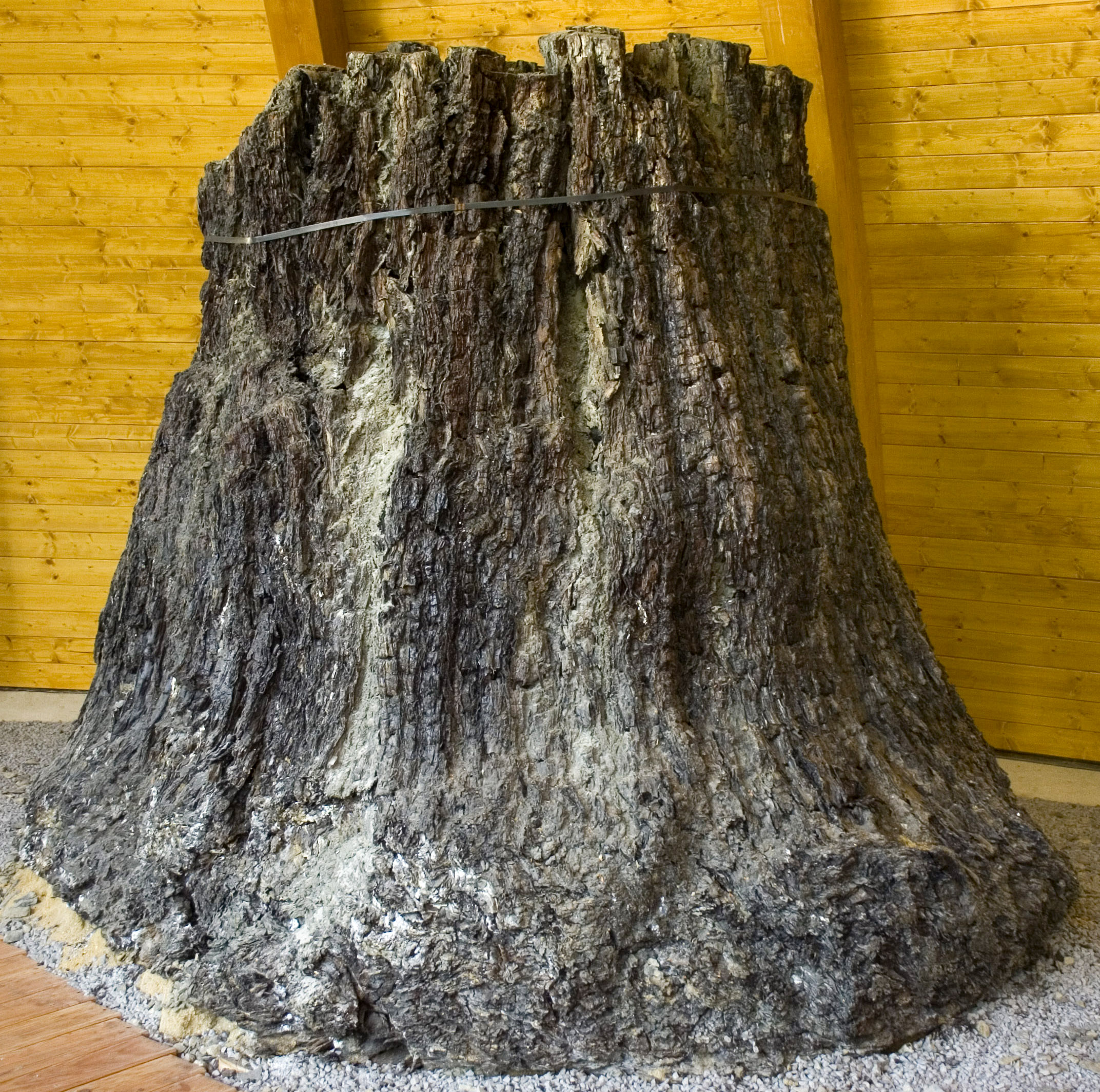
Az egyik legöregebb hazai mocsárciprus (Taxodium). Megkövesedett csoportját Bükkábrány
közelében találták meg. Ez a példány körülbelül 3 m magas. Jelenleg az Ipolytarnóci Ősfenyő Bemutatóházban áll

Alacsonyabb termetű az alapfajnál. Pikkelyszerű levelei nem fésűsen, hanem közel spirálisan állnak.
A pikkelyes mocsárciprus az USA délnyugati részén honos. Tavak mellett, mocsaras helyeken él. 1 cm hosszú levelei ősszel a hajtásokkal együtt hullanak le. A termős virágzatok a mintegy 20 cm hosszú, lecsüngő, sárgászöld színű porzós barkák tövében alakulnak ki.

## Mexikói mocsárciprus (T. mucronatumTen.)

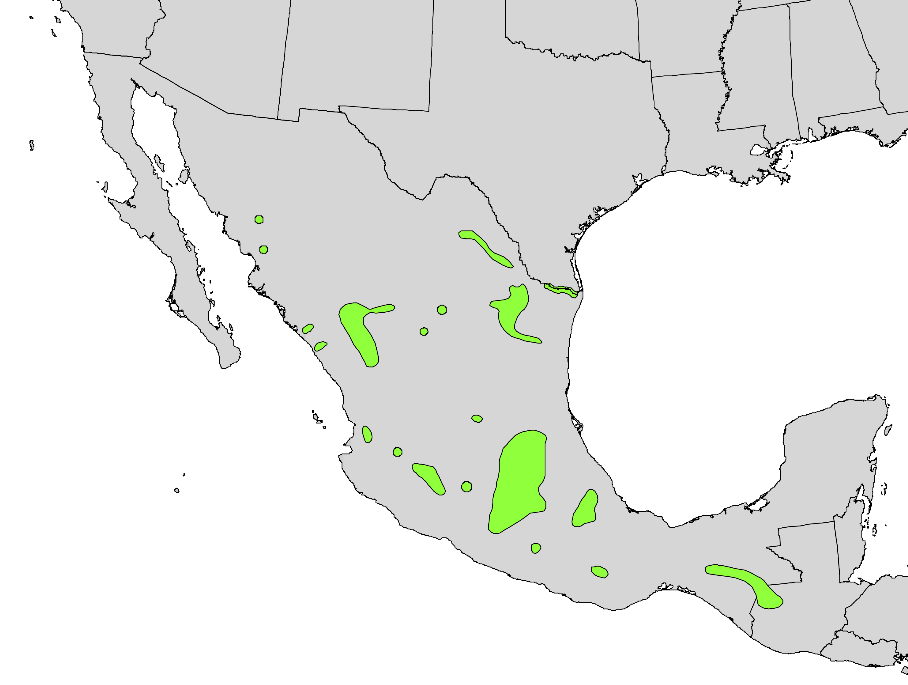
A mexikói mocsárciprus elterjedése

A mexikói mocsárciprus a Rio Grande völgyétől dél felé Guatemala fennsíkjaiig terjedt el. A másik két Taxodium-fajtól abban különbözik, hogy örökzöld, illetve folyók és patakok partján fordul elő, nem mocsárerdőkben. Az Oaxaca államban található Árbol del Tule a Föld legvastagabb törzsű fája: kerülete 43 méter, legnagyobb átmérője pedig 11,42 méter.

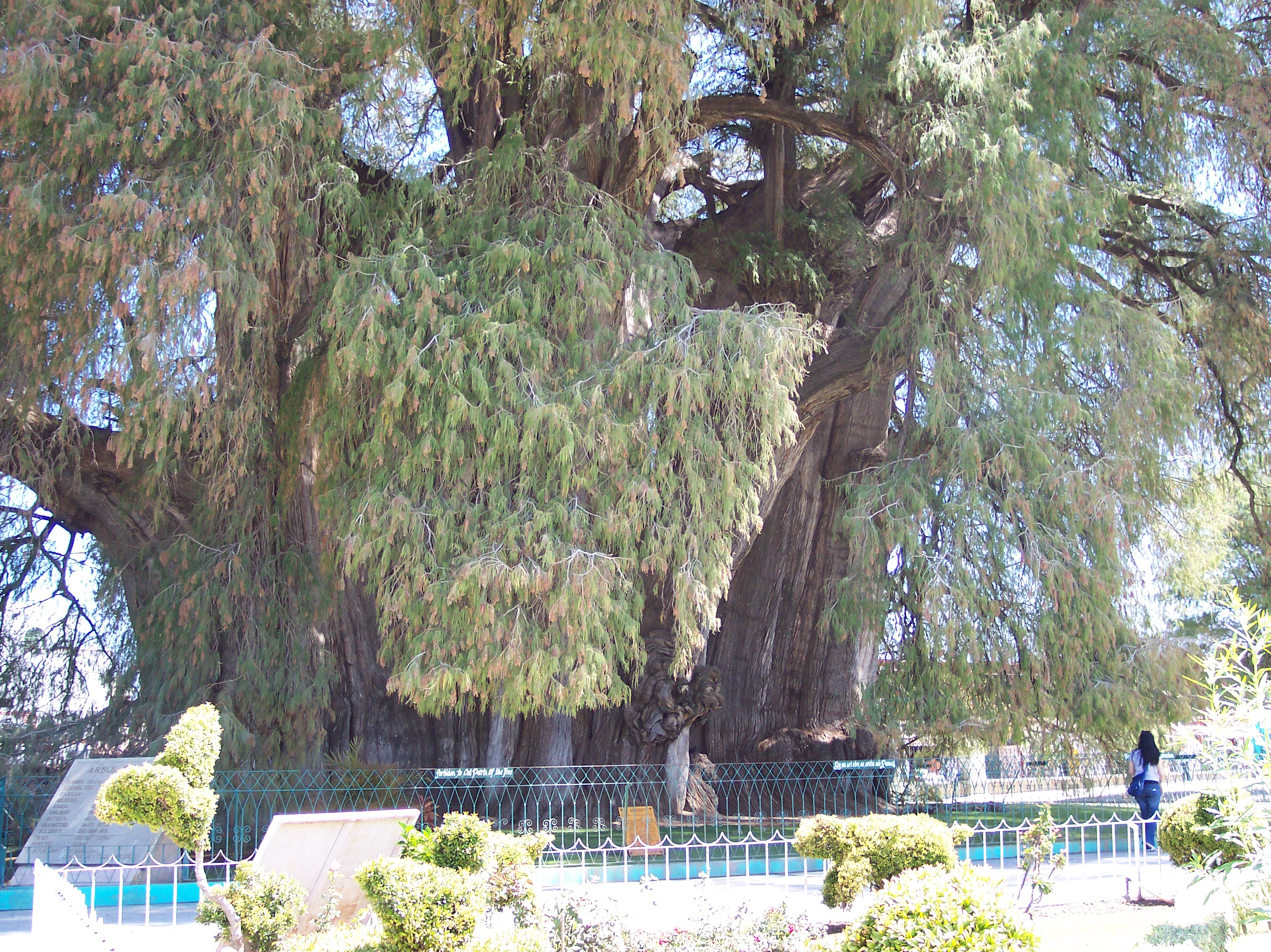
A mexikói mocsárciprus (T. mucronatum) méreteit jól érzékelteti a híres Árbol del Tule mellett álló személy. Helyszín: Santa María del Tule, Oaxaca, Mexikó